# Lamotte-du-Rhône
Lamotte-du-Rhône is een gemeente in het Franse departement Vaucluse (regio Provence-Alpes-Côte d'Azur) en telt 416 inwoners (1999). De plaats maakt sinds 1.1.2017 deel uit van het arrondissement Carpentras.
In het uiterste zuidwesten van de gemeente bevindt zich de Pont du Saint-Esprit, een middeleeuwse Rhônebrug.

## Geografie
De oppervlakte van Lamotte-du-Rhône bedraagt 11,9 km², de bevolkingsdichtheid is 35,0 inwoners per km².
De onderstaande kaart toont de ligging van Lamotte-du-Rhône met de belangrijkste infrastructuur en aangrenzende gemeenten.

## Demografie
Onderstaande figuur toont het verloop van het inwonertal (bron: INSEE-tellingen).